# Phyllomedusa sauvagii
Phyllomedusa sauvagii és una espècie de granota que viu a Bolívia, el Paraguai, el Brasil i l'Argentina.